# Левобалковский
Левоба́лковский — посёлок в составе Нефтекумского района (городского округа) Ставропольского края России.

## Варианты названия
- ферма № 3 свх. Ачикулакский[2]

## География
Расстояние до краевого центра: 245 км.
Расстояние до районного центра: 9 км.

## История
В 1972 г. Указом Президиума ВС РСФСР посёлок фермы № 3 совхоза «Ачикулакский» переименован в Левобалковский.
До 1 мая 2007 года посёлок входил в состав муниципального образования «Сельское поселение Закумский сельсовет» Нефтекумского района Ставропольского края.

## Население
| 1989 | 2002 | 2010 | 2014 | 2023 |
| ---- | ---- | ---- | ---- | ---- |
| 173  | ↗193 | ↘153 | ↗200 | →200 |

По данным переписи 2002 года, в национальной структуре населения даргинцы составляли 52 %, ногайцы — 27 %.